# Ukajali
Ukajali (Ucayali, Río Ucayali) – rzeka w Peru, prawy dopływ Amazonki. Jej długość wynosi 1950 km (od źródeł Apurimac – ok. 2400 km), a powierzchnia dorzecza – ok. 375 tys. km².
Ukajali wypływa w Andach w postaci 2 rzek źródłowych: Urubamba i Apurímac. W górnym odcinku występują liczne progi i wodospady, a w środkowym i dolnym liczne meandry. Łączy się z Marañón na wysokości Iquitos.
Można uznać, że Amazonka w swym początkowym, górnym biegu nazywa się Marañón i dopiero po połączeniu z Ukajali określana jest tą nazwą. Najczęściej Ukajali jest uważana za źródłową rzekę Amazonki.
Ukajali jest żeglowna, stanowi ważny szlak transportu rzecznego w Peru.
Od nazwy rzeki nazwano jeden z regionów Peru: Ukajali.

## W kulturze
- Arkady Fiedler napisał w 1935 książkę Ryby śpiewają w Ukajali ISBN 83-207-0339-5
- Irena Przewłocka napisała książkę Błędne ognie nad Ukajali, Wydawnictwo Morskie, Gdańsk 1961
- Beata Pawlikowska napisała w 2003 książkę Blondynka śpiewa w Ukajali ISBN 83-89019-33-7